# Суходоли (Красноставський повіт)
Суходоли (пол. Suchodoły) — село в Польщі, у гміні Файславиці Красноставського повіту Люблінського воєводства.
Населення — 778 осіб (2011).
У 1975-1998 роках село належало до Люблінського воєводства.

## Демографія
Демографічна структура станом на 31 березня 2011 року:
|          | Загалом | Допрацездатний вік | Працездатний вік | Постпрацездатний вік |
| -------- | ------- | ------------------ | ---------------- | -------------------- |
| Чоловіки | 378     | 69                 | 250              | 59                   |
| Жінки    | 400     | 65                 | 204              | 131                  |
| Разом    | 778     | 134                | 454              | 190                  |